# Leptothorax crassipilis
Leptothorax crassipilis är en myrart som beskrevs av Wheeler 1917. Leptothorax crassipilis ingår i släktet smalmyror, och familjen myror. Inga underarter finns listade i Catalogue of Life.

## Bildgalleri

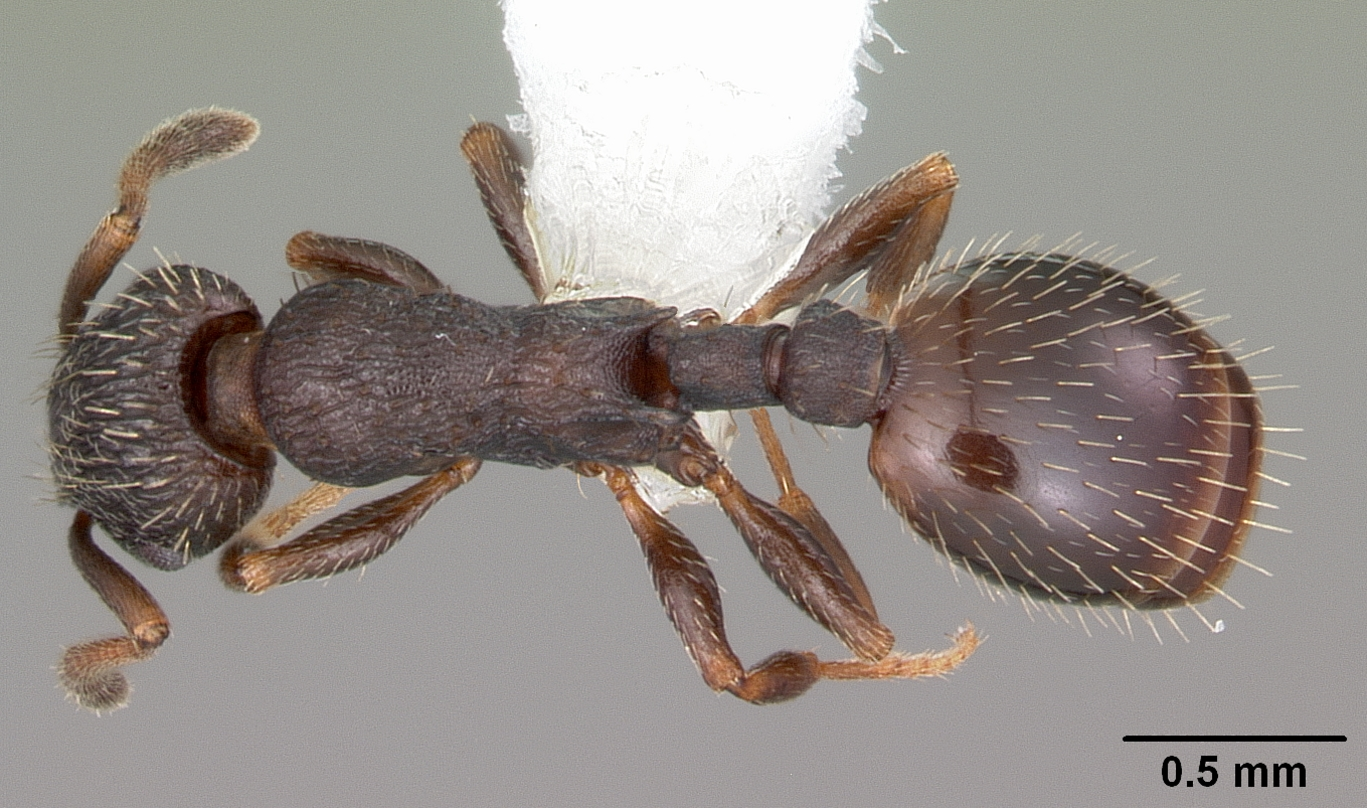
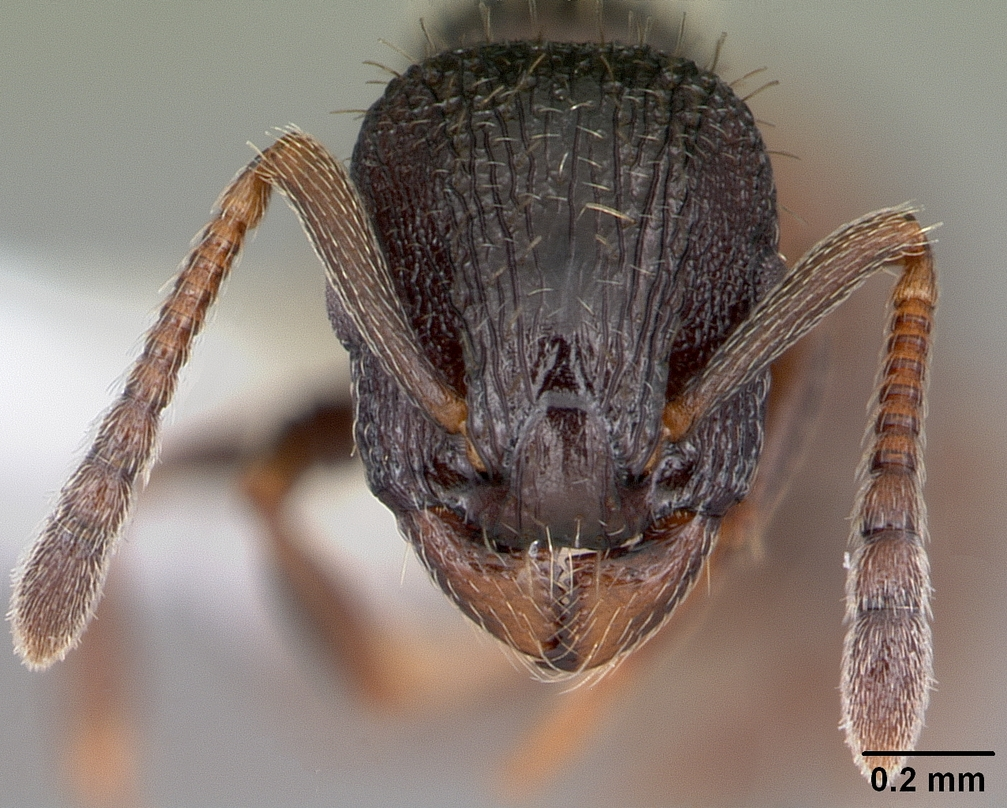
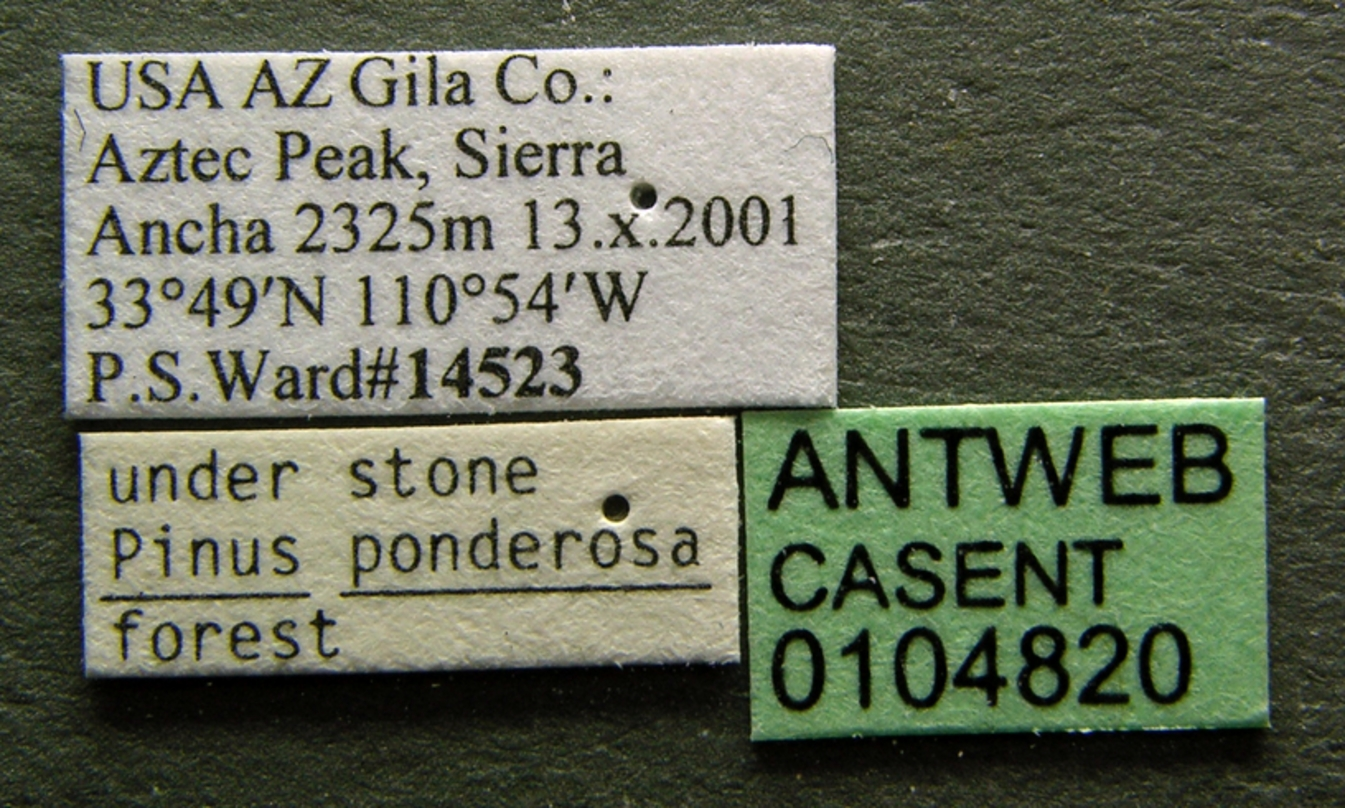
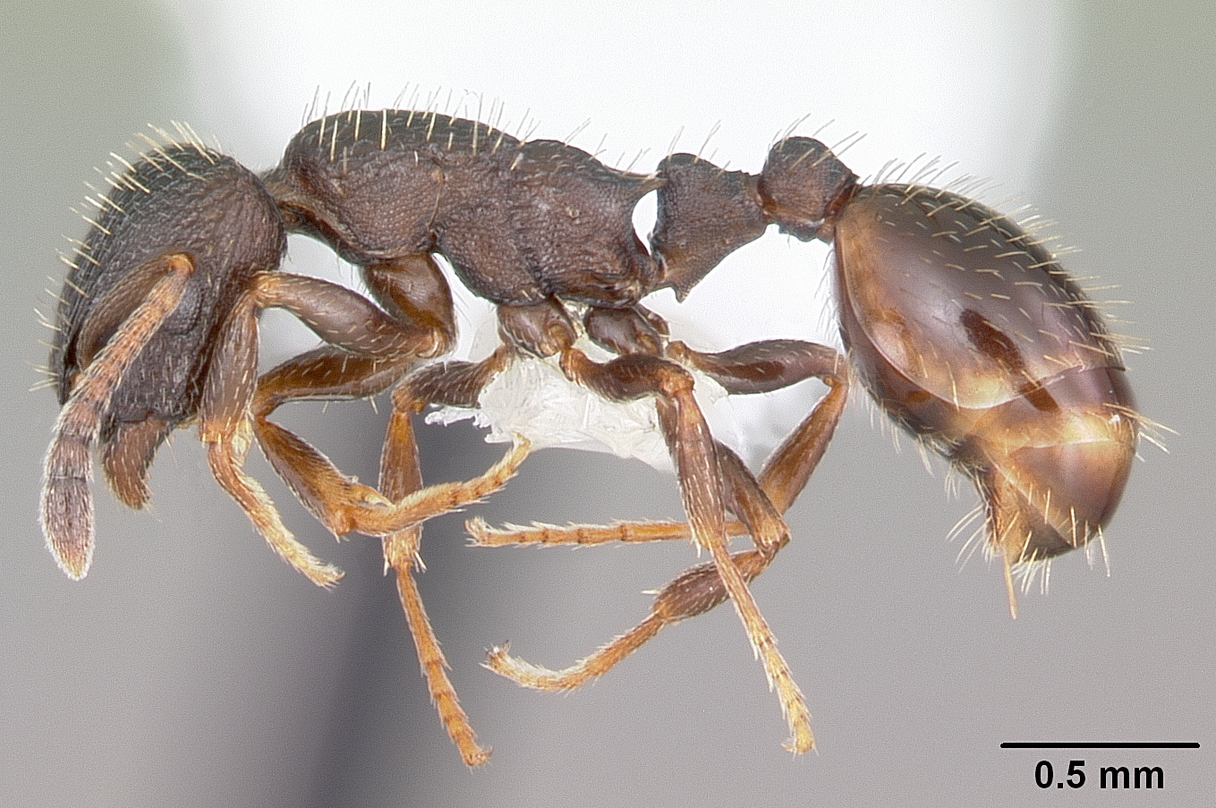
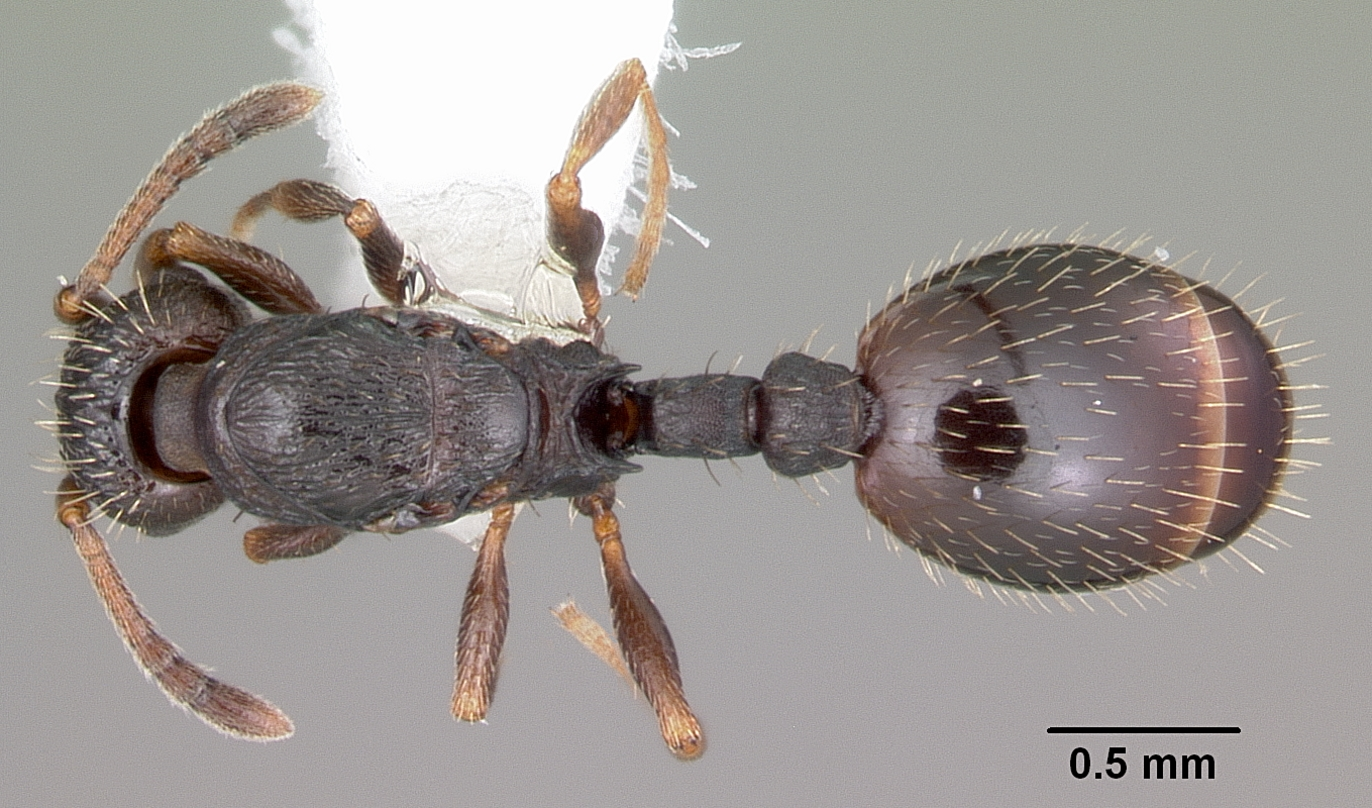
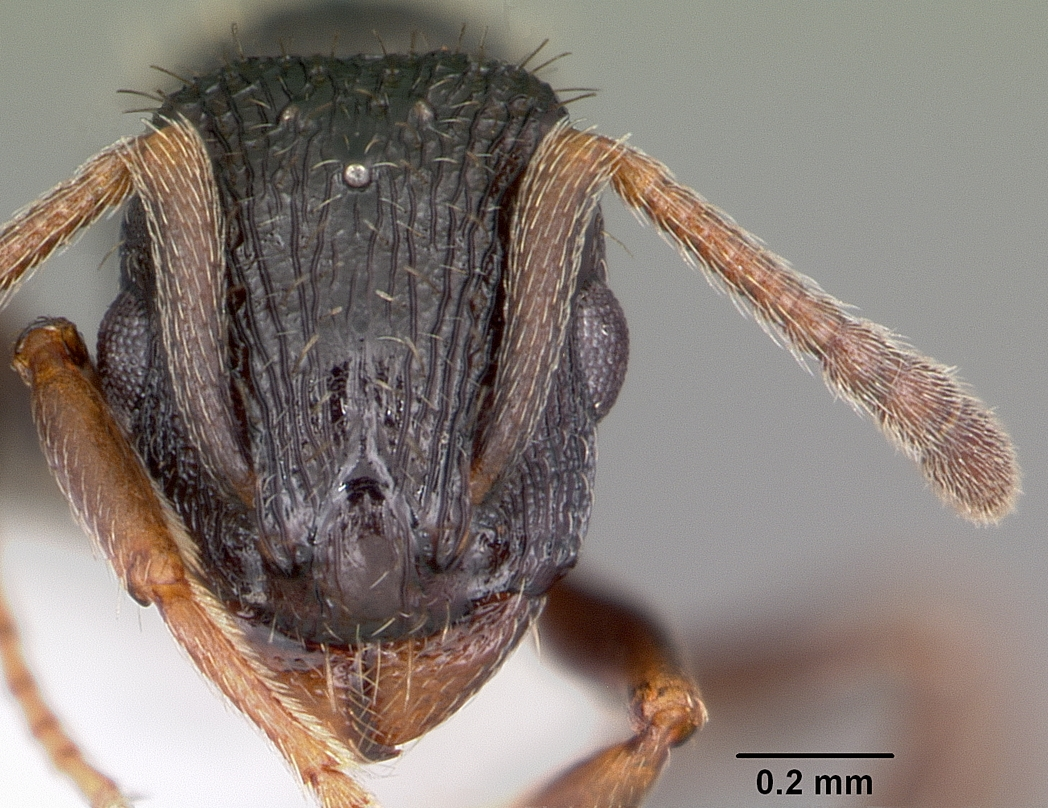